# Mercadier
Mercadier (zm. 1200) – francuski żołnierz, dowódca najemników w służbie króla Anglii Ryszarda I Lwie Serce.
W 1183 roku był w służbie u Ryszarda i na jego polecenie prowadził działania w regionach Limousin i Angoulmois, oblegając zamki i podsycając chaos. Jego losy w latach 1184–1194 są nieznane, ale po powrocie Ryszarda z Palestyny Mercadier towarzyszył mu we wszystkich kampaniach. O jego działaniach z tego okresu wiadomo, że były skuteczne, ponieważ Ryszard chwalił go w swojej korespondencji oraz obdarował majątkami pozostawionymi przez zmarłego bezdzietnie Ademara de Bainac. Mercadier brał udział w kolejnych kampaniach Ryszarda przeciw królowi Francji Filipowi II Augustowi, m.in. w Berry, Normandii, Flandrii i Bretanii.
Gdy Ryszard został śmiertelnie ranny w marcu 1199 roku, Mercadier zemścił się na obrońcach obleganego zamku, których powiesił. Łucznika, który ranił Ryszarda natomiast kazał obedrzeć ze skóry i powiesić.
Po śmierci Ryszarda Mercadier podjął służbę dla jego brata i następcy Jana bez Ziemi, z którego polecenia spustoszył Gaskonię.
Zginął w lany poniedziałek 1200 roku w Bordeaux z polecenia Brandina, innego najemnika w służbie króla Jana.